# Lemon law
 (novembre 2023).
Si vous disposez d'ouvrages ou d'articles de référence ou si vous connaissez des sites web de qualité traitant du thème abordé ici, merci de compléter l'article en donnant les références utiles à sa vérifiabilité et en les liant à la section « Notes et références ».

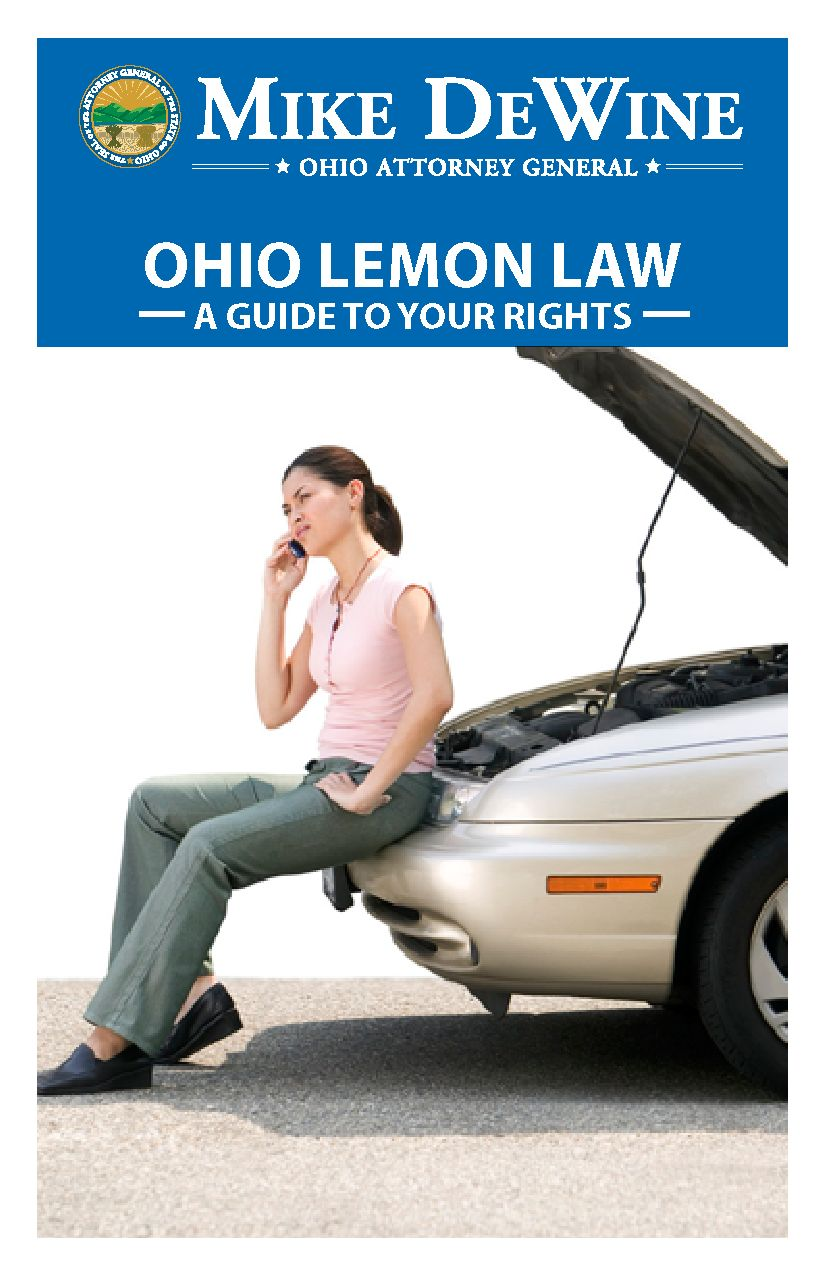
Couverture d'un guide pratique de la lemon law de l'Ohio publié en 2011.

Les lemon laws sont des lois en application aux États-Unis qui protègent les acheteurs de voitures neuves (et d'autres produits) contre les défauts impossibles à réparer en un nombre raisonnable de tentatives. Elles imposent au vendeur le remplacement du véhicule défectueux, surnommé un lemon (citron).
Plusieurs lemon laws sont appliquées aux États-Unis, selon les États.
Elles sont l'équivalent de la garantie des vices cachés au Canada et en France.